# Ryszard Zator
Ryszard Zator (ur. 7 kwietnia 1954 w Strzelcach Krajeńskich) – polski działacz związkowy, działacz NSZZ „Solidarność”.

## Życiorys
W 1973 r. po ukończeniu miejscowego Technikum Mechanizacji Rolnictwa rozpoczął pracę w PGR-ze jako główny specjalista ds. mechanizacji. W 1980 r. organizował protesty. Aresztowany w grudniu 1981 i przetrzymywany 14 miesięcy. W trakcie pobytu w więzieniu jego przyjaciel przypadkowo dowiedział się, szukając w domu Zatorów dokumentów, że Maria - żona Ryszarda współpracowała ze Służbą Bezpieczeństwa.
Ryszard Zator żyje dzisiaj poniżej minimum socjalnego, rozwiódł się z żoną i popadł w alkoholizm. Nie chce przyjmować żadnej pomocy.